# 逯高清
逯高清（1963年11月8日—）是一位澳大利亚华人化学工程师，纳米科学家。

## 生平
1963年出生于山东东营广饶县大码头镇北堤村，1986年毕业于东北大学，1991年毕业于澳大利亚昆士兰大学，1991年至1994年任教于新加坡南洋理工大学，1994年至2016年任教于昆士兰大学。2016年4月担任英国萨里大学校长兼副校监，并于2025年5月离任，履新澳大利亚伍伦贡大学（University of Wollongong）校长一职。

## 荣誉
2011年获得中华人民共和国国际科学技术合作奖。